# Konstantin Briechow
Konstantin Iwanowicz Briechow (ros. Константи́н Ива́нович Бре́хов, ur. 21 lutego?/6 marca 1907 w Słowiańsku, zm. 24 sierpnia 1994 w Moskwie) – radziecki polityk, Bohater Pracy Socjalistycznej (1977).

## Życiorys
Urodzony w rodzinie rosyjskiego kolejarza, po ukończeniu szkoły w 1925 był pomocnikiem maszynisty i maszynistą, od 1931 pracował w fabryce w Kramatorsku, w 1936 ukończył Charkowski Instytut Mechaniczno-Inżynieryjny. Od 1931 członek WKP(b), pracował w kramatorskiej fabryce inżynieryjnej, gdzie był m.in. szefem produkcji, po ataku Niemiec na ZSRR ewakuowany na wschód, od 1942 pracował w fabryce maszyn ciężkich w im. Kujbyszewa Irkucku jako szef produkcji i główny inżynier. Od 1944 dyrektor tego przedsiębiorstwa, w latach 1949–1954 dyrektor fabryki maszyn w Orsku, od 1954 wiceminister inżynierii drogowej i budowlanej, w latach 1957–1959 szef zarządu budowy maszyn i zastępca przewodniczącego, a od kwietnia 1959 do września 1964 przewodniczący Rady Gospodarki Narodowej Moskiewskiego Obwodowego Ekonomicznego Rejonu Administracyjnego. Od stycznia 1964 przewodniczący Państwowego Komitetu Inżynierii Chemicznej i Naftowej przy Państwowej Komisji Planowania ZSRR, od października 1965 do stycznia 1986 minister inżynierii chemicznej i naftowej ZSRR, w latach 1971–1986 członek KC KPZR. Deputowany do Rady Najwyższej ZSRR od VI do XI kadencji. Od 1967 honorowy obywatel Słowiańska. Pochowany na Cmentarzu Wwiedieńskim w Moskwie.

## Odznaczenia
- Medal Sierp i Młot Bohatera Pracy Socjalistycznej (5 marca 1977)
- Order Lenina (czterokrotnie – 17 czerwca 1961, 25 czerwca 1966, 25 sierpnia 1971 i 5 marca 1977)
- Order Czerwonego Sztandaru Pracy (1945)
- Order Przyjaźni Narodów (5 marca 1987)
- Order Czerwonej Gwiazdy (31 marca 1945)
- Order „Znak Honoru” (24 listopada 1942)

I medale.